# 杜布諾區
杜布諾區（烏克蘭語：Дубенський район），是烏克蘭西部羅夫諾州的一個區，行政中心設於杜布諾，人口数量为167,728人（2021年估计）。

## 历史
至2020年為止杜布诺区的面积为1,200平方公里，人口44,352。
2020年7月18日乌克兰行政区重劃，羅夫諾州轄下16個區與4個市整併為4个區，杜布诺区的面积显著增加。

## 行政区划
杜布诺区下轄19个市镇，以下依市鎮人口由多到少排列：

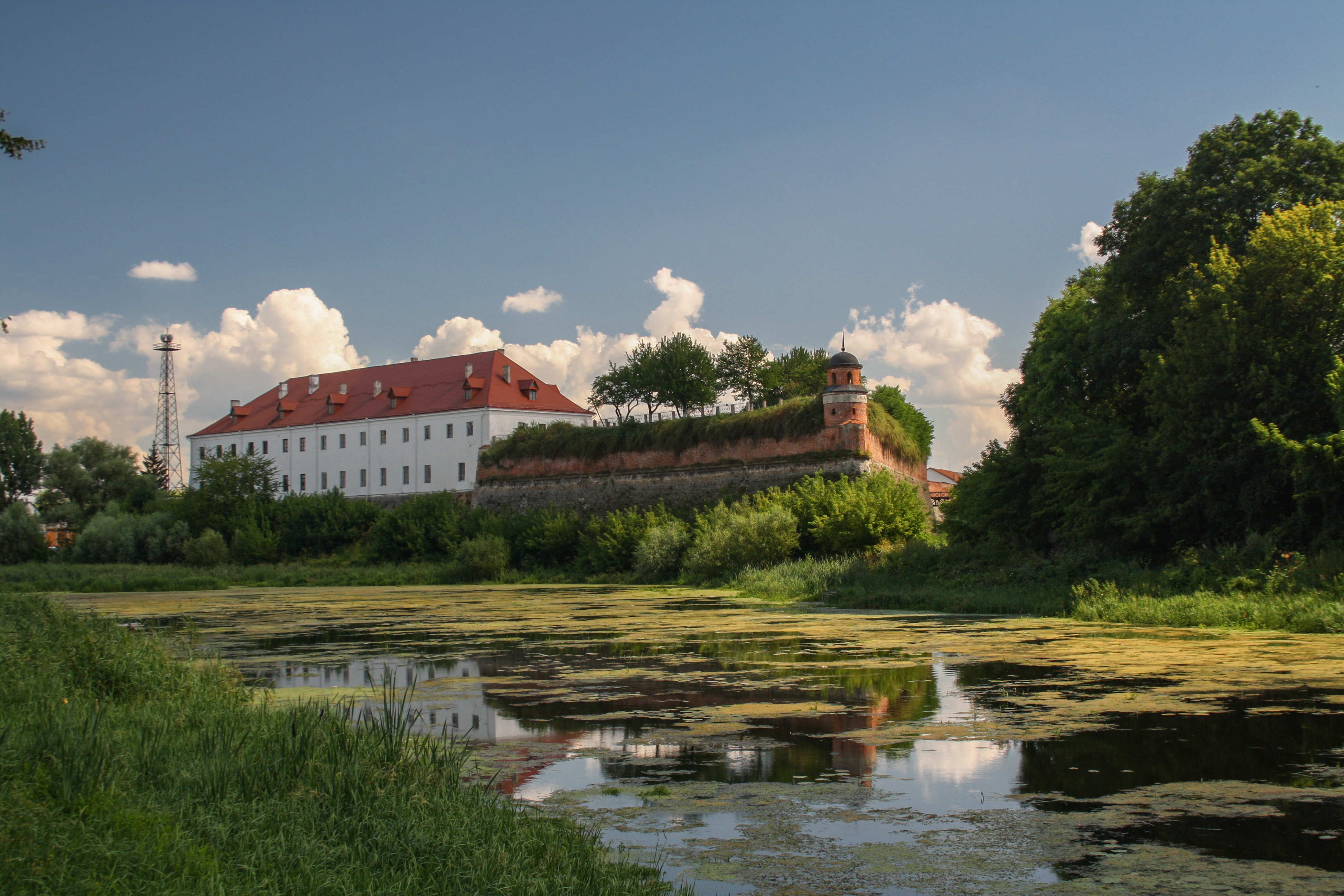
杜布諾市鎮（烏克蘭語：Дубенська міська громада）
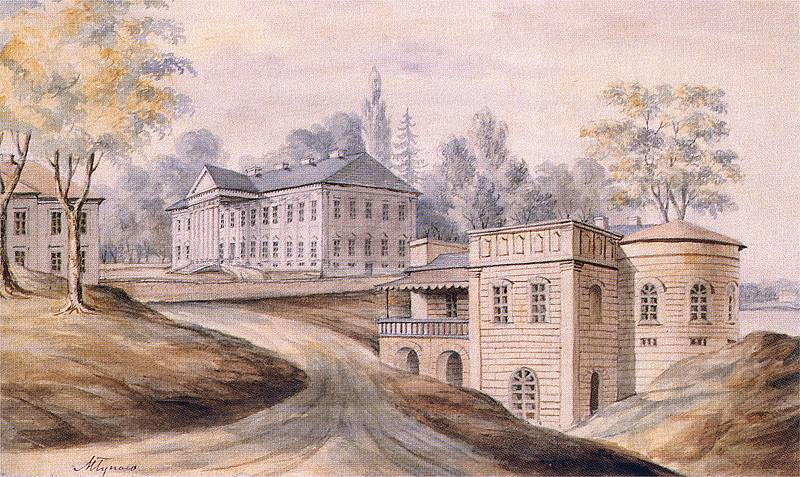
姆利尼夫市鎮（烏克蘭語：Млинівська селищна громада）
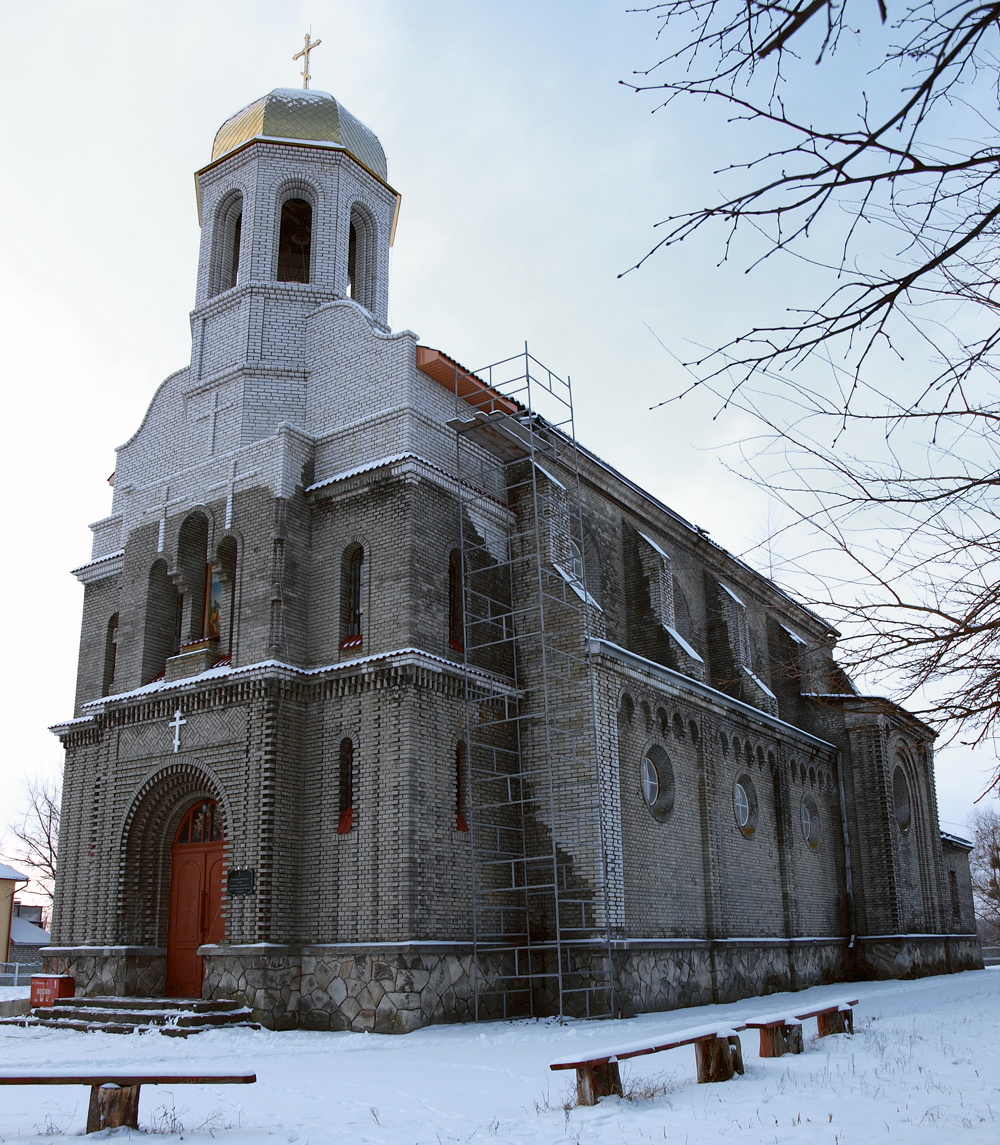
拉迪維利夫市鎮（烏克蘭語：Радивилівська міська громада）
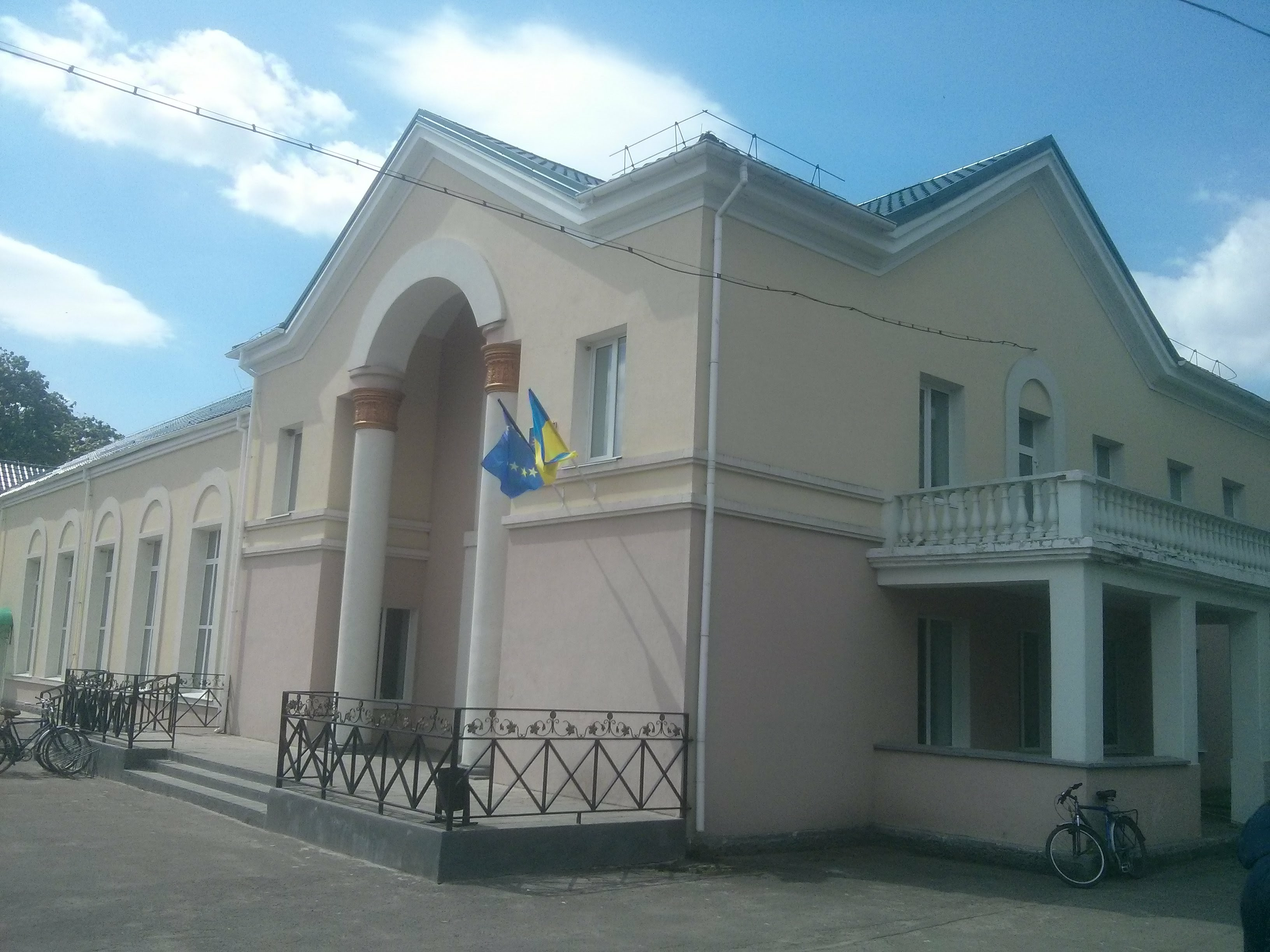
代米迪夫卡市鎮（烏克蘭語：Демидівська селищна громада）
- 克魯佩茨市鎮（烏克蘭語：Крупецька сільська громада (Рівненська область)）
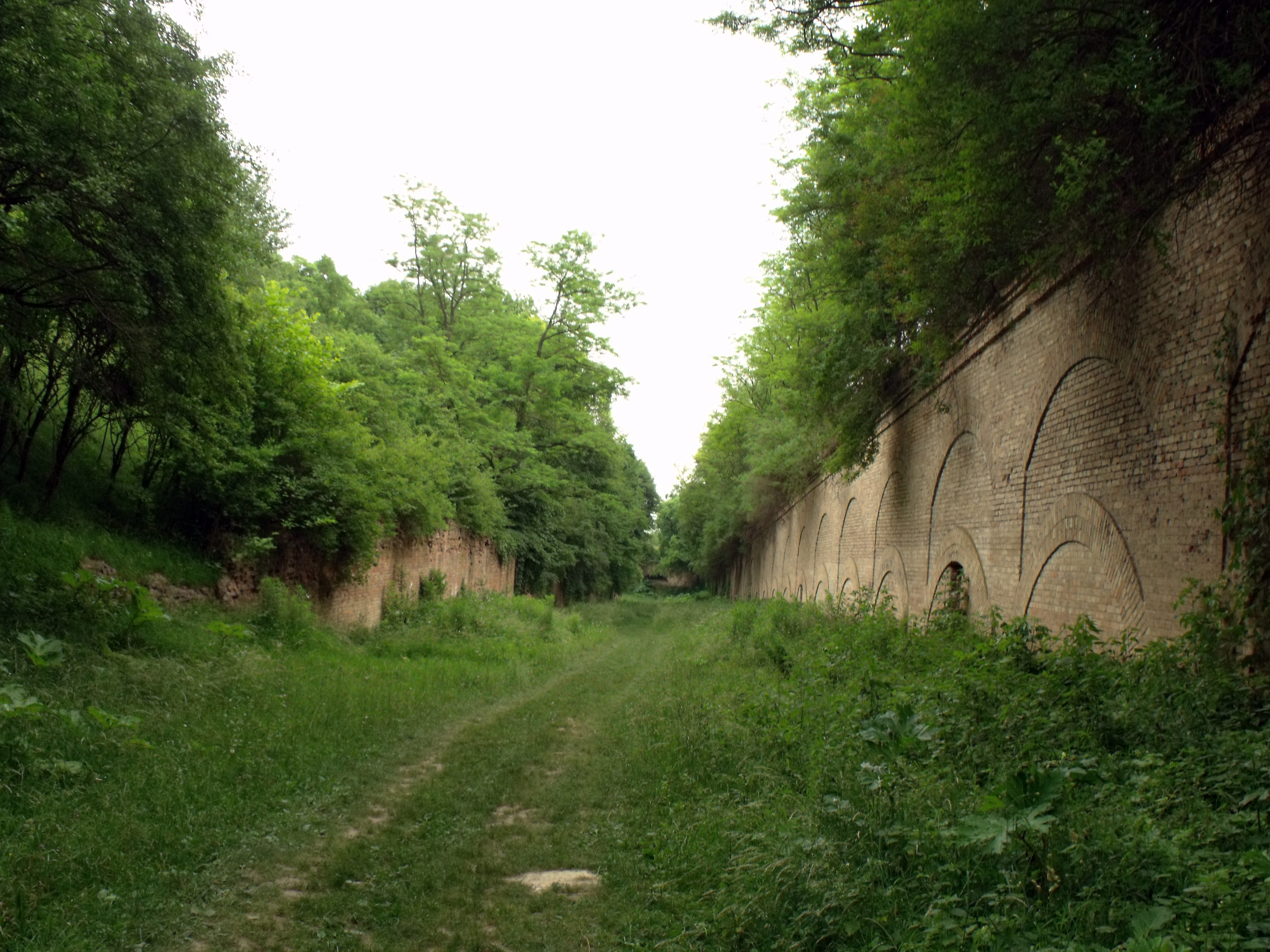
塔拉卡尼夫市鎮（烏克蘭語：Тараканівська сільська громада）
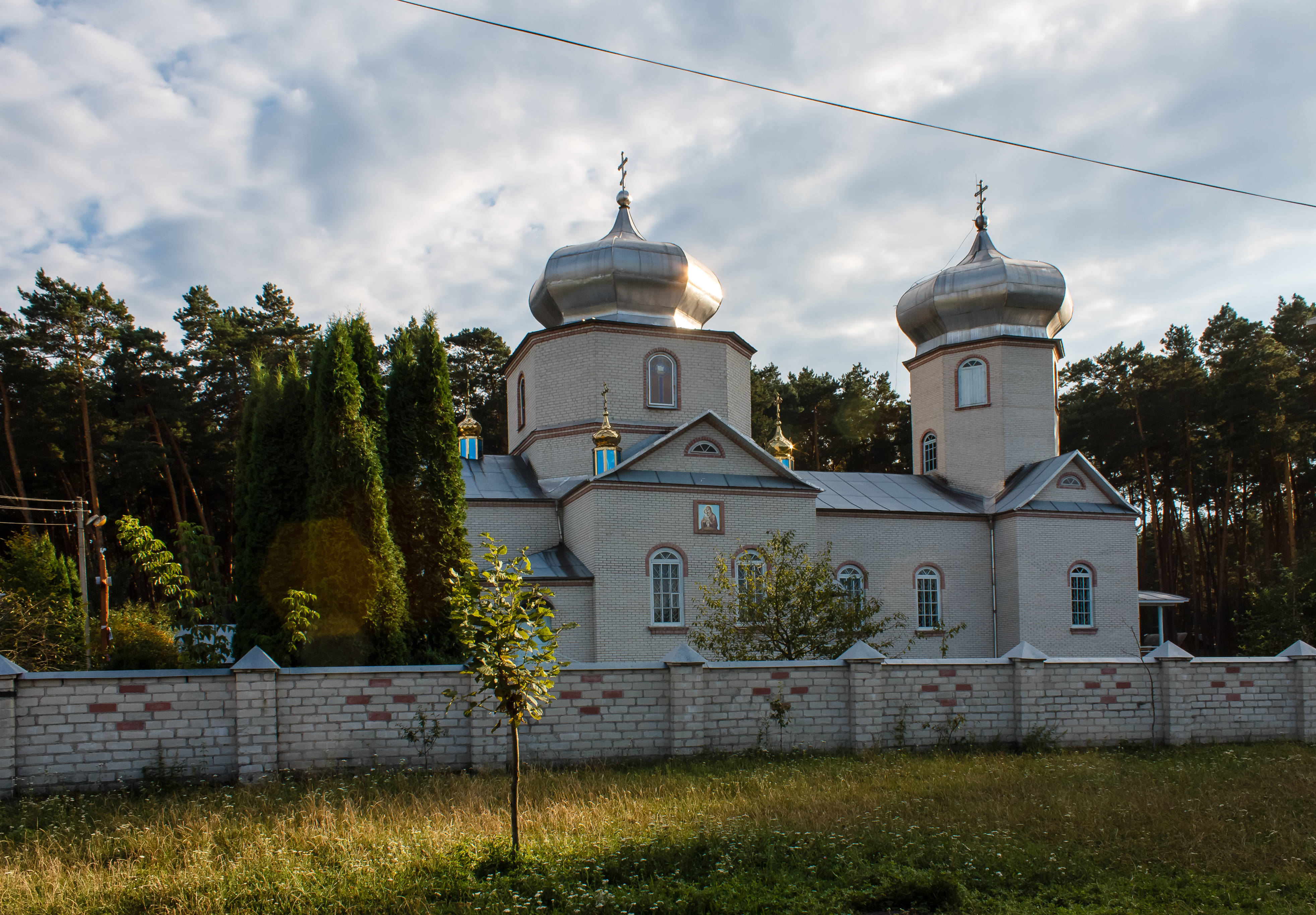
斯梅哈

- 斯梅哈市鎮（烏克蘭語：Смизька селищна громада）
- 科津市鎮（烏克蘭語：Козинська сільська громада）
- 米羅霍夏市鎮（烏克蘭語：Мирогощанська сільська громада）
- 奧斯特羅熱茨市鎮（烏克蘭語：Острожецька сільська громада）
- 普里維利內市鎮（烏克蘭語：Привільненська сільська громада (Рівненська область)）
- 博基馬市鎮（烏克蘭語：Бокіймівська сільська громада）
- 瓦爾科維奇市鎮（烏克蘭語：Варковицька сільська громада）
- 韋爾巴市鎮（烏克蘭語：Вербська сільська громада）
- 塞米杜比（烏克蘭語：Семидуби (Дубенський район)）市鎮（烏克蘭語：Семидубська сільська громада）
- 博雷梅利市鎮（烏克蘭語：Боремельська сільська громада）
- 波夫恰市鎮（烏克蘭語：Повчанська сільська громада）
- 亞羅斯拉維奇市鎮（烏克蘭語：Ярославицька сільська громада）
- 皮德洛茲齊（烏克蘭語：Підлозці）市鎮（烏克蘭語：Підлозцівська сільська громада）

- 杜布諾
- 姆利尼夫
- 拉迪維利夫
- 代米迪夫卡
- 塔拉卡尼夫
- 斯梅哈